# شيس برودي
شيس برودي (بالإنجليزية: Chic Brodie)‏ (22 فبراير 1937 في المملكة المتحدة - 24 أبريل 2000 في المملكة المتحدة) هو سائق سيارة أجرة ولاعب كرة قدم بريطاني في مركز حراسة المرمى. شارك مع منتخب اسكتلندا لكرة القدم. أما مع النوادي، فقد لعب مع مانشستر سيتي ونادي برينتفورد ونادي غيلينغهام ونادي مارغيت ونادي نورثامبتون تاون ووولفرهامبتون واندررز وماديستون يونايتد ‏ ونادي ألدرشوت ونادي ويلدستون لكرة القدم.